# Вознюк, Борис Леонидович
Бори́с Леони́дович Вознюк (род. 14 июня 1943, Уфа, РСФСР, СССР) — советский и украинский актёр театра, кино и дубляжа, режиссёр и сценарист. Заслуженный артист Украины (1995), Народный артист Украины (1999).

## Биография
Борис Леонидович Вознюк родился в Уфе 14 июня 1943 года.
С 1963 по 1966 год работал актёром Киевского театра им. Ивана Франко.
С 1966 года работает актёром Национального академического театра русской драмы им. Леси Украинки.

## Театральная деятельность
- «И всё это было… и всё это будет…» (2001)
- «Огонь желаний» (1999)
- «Развод по-русски» (1999)
- «Осенние скрипки» (1997)
- «Двери хлопают» (1996)
- «Дом, где всё кувырком» (1994)
- «История одной страсти» (1994)
- «Генералы в юбках» (1993)
- «Молодые годы короля Людовика XI» (1993)
- «Без вины виноватые» (1991)
- «Уроки музыки» (1989)
- «Перламутровая Зинаида» (1988)
- «…а этот выпал из гнезда» (1987)
- «Я, конечно, человек маленький» (1986)
- «Призвание» (1985)
- «Я пришёл дать вам волю» (1984)
- «Из жизни насекомых» (1983)
- «Филумена Мартурано» (1983)
- «Не был… не состоял… не участвовал» (1982)
- «Я, бабушка, Илико и Илларион» (1982)
- «Игрок» (1982)
- «Снежная королева» (1981)
- «Вишнёвый сад» (1980)
- «Пять дней в июле» (1980)
- «Веер» (1980)
- «Отелло» (1978)
- «И отлетим с ветрами» (1977)
- «Как важно быть серьёзным» (1976)
- «Интервью в Буэнос-Айресе» (1975)
- «Русские люди» (1975)
- «Храбрый портняжка» (1974)
- «Вечерний свет» (1974)
- «Генерал Ватутин» (1974)
- «Последние дни» (1974)
- «…и земля скакала мне навстречу!» (1974)
- «Бесприданница» (1973)
- «Город мастеров» (1972)
- «Птицы нашей молодости» (1972)
- «Самый последний день» (1972)
- «Великоманиев» (1971)
- «Затюканный апостол» (1971)
- «Каменный властелин» (1971)
- «Разгром» (1970)
- «Мария» (1970)
- «Дети Ванюшина» (1970)
- «Есть такая партия!» (1970)
- «Справедливость — моё ремесло» (1969)
- «Странная миссис Сэвидж» (1968)
- «Большевики» (1968)
- «Брак по конкурсу» (1967)
- «Разлом» (1967)
- «Традиционный сбор» (1967)
- «104 страницы про любовь» (1964)

## Роли в кино
| Год  |   | Название                                             | Роль                      |
| ---- | - | ---------------------------------------------------- | ------------------------- |
| 1973 | ф | Каждый вечер после работы                            | Старший лейтенант ВВС     |
| 1977 | ф | Талант                                               | инженер-конструктор Гусин |
| 1981 | ф | Как важно быть серьёзным                             | Монкриф                   |
| 1984 | ф | Макар-следопыт                                       | эпизод                    |
| 1993 | ф | Ленин в огненном кольце                              | Имя персонажа не указано  |
| 1999 | ф | Школа скандала                                       | Крэбтри                   |
| 1999 | ф | Развод по-русски                                     | муж Евгений               |
| 1999 | ф | День рождения Буржуя                                 | эпизод                    |
| 2006 | ф | Золотые парни-2                                      | эпизод                    |
| 2006 | ф | А жизнь продолжается                                 | директор электростанции   |
| 2007 | ф | Возвращение Мухтара-4 (Найти наследника, 45-я серия) | Золотарёв                 |
| 2009 | ф | Территория красоты                                   | декан Игорь Антонович     |

## Озвучивание
| Год  |     | Название        | Роль                     |
| ---- | --- | --------------- | ------------------------ |
| 1978 | мтф | Вожак           | Имя персонажа не указано |
| 1983 | мтф | Услуга          | Имя персонажа не указано |
| 1987 | мтф | Песочные часы   | Имя персонажа не указано |
| 1988 | мтф | Остров сокровищ | сквайр Трелони           |

## Режиссёр
| Год  |   | Название       | Роль                     |
| ---- | - | -------------- | ------------------------ |
| 1999 | ф | Школа скандала | Имя персонажа не указано |